# Lleis del creixement de Kaldor
|  | No s'ha de confondre amb Fets de Kaldor. |

Les lleis de creixement de Kaldor són un conjunt de tres lleis relacionades amb la causa del creixement econòmic.
Mirant els països del món ara i a través del temps Nicholas Kaldor va observar una alta correlació entre els nivells de vida i la quota de recursos dedicats a l'activitat industrial, almenys fins a algun nivell determinat d'ingressos. Només Nova Zelanda, Austràlia i el Canadà s'han enriquit tot basant-se principalment en l'agricultura.

## Enunciat de les tres lleis
Va proposar tres lleis sobre aquestes regularitats empíriques:
1. El creixement del PIB està relacionat positivament amb el creixement del sector de la fabricació. Potser s'expressa millor en termes de creixement del PIB, com més gran és l'excés de creixement del creixement industrial respecte al creixement del PIB: és a dir quan la part de la indústria del PIB augmenta.[3]
2. La productivitat del sector de fabricació està relacionada positivament amb el creixement del sector de fabricació (això també es coneix com a llei de Verdoorn).[4] Aquí el l'argument és que cada vegada hi ha més rendiments a l'escala en la fabricació. Aquests poden ser estàtics, quan més gran sigui el sector, més baixos són els costos mitjans o dinàmics per l'efecte induït que té el creixement de la producció sobre l'acumulació de capital i el progrés tècnic. També és probable que l'aprenentatge fent efectes sigui important.
3. La productivitat del sector no fabricant està relacionada positivament amb el creixement del sector de fabricació. Aquesta darrera llei és la menys intuïtiva i es basa en l'argument que el sector no industrial té rendiments reduïts a escala. A mesura que es vagin allunyant els recursos, la productivitat mitjana dels que resten augmentarà.

## Proposicions subsidiàries
Anthony Thirlwall (2003, p123–124) també informa que Kaldor destaca tres proposicions subsidiàries que també són importants a tenir en compte, a saber:
1. A mesura que l'abast del sector de rendiments creixents per absorbir la mà d'obra del sector de rendiments disminuïdors es redueix també la taxa de creixement del PIB.
2. Que en les primeres etapes de la industrialització la demanda prové del sector agrari, però en les etapes posteriors és probable que la demanda d'exportació impulsi el procés. Aquí, la dimensió limitada del mercat interior és probable que limitarà la realització d'economies d'escala i hi ha la necessitat de generar divises per importar els inputs necessaris.
3. Es pot generar un  cercle virtuós pel creixement de les exportacions i el creixement de la producció, però això és difícil d'establir ja que és probable que depengui d'una empresa, protecció o subvenció excepcionals.